# Злочик білогорлий
Зло́чик білогорлий (Turdoides gilberti) — вид горобцеподібних птахів родини Leiothrichidae. Мешкає в Камеруні і Нігерії.

## Опис
Довжина птаха становить 21-23 см, вага 64 г. Верхня частина тіла і верхні покривні пера крил бронзово-оливкові, надхвістя і верхні покривні пера хвоста рудуваті. Хвіст темно-оливково-коричневий з рудим краєм. Обличчя біле з легким винно-бордовим відтінком. Горло і верхня частина грудей білі. Нижня частина тіла оливкова з легким бордовим відтінком, нижні покривні пера хвоста дещо тьмяніші. Очі світло-сирі або світло-сизі. Дзьоб світло-коричневий, знизу білуватий. Лапи зеленувато-сірі або блакитнувато-сірі. Виду не притаманний статевий диморфізм.

## Поширення і екологія
Білогорлі злочики мешкають на заході Камеруну і на південному сході Нігерії. Вони живуть у вологих гірських тропічних лісах Камерунського нагір'я. Зустрічаються на висоті від 950 до 2130 м над рівнем моря.

## Поведінка
Білогорлі злочики живуть зграйками по 10-12 птахів, іноді приєднуються до змішаних зграй птахів разом з нігерійськими торо. Живляться переважно комахами.

## Збереження
МСОП класифікує цей вид як вразливий. За оцінками дослідників, популяція білогорлих злочиків становить від 6 до 15 тисяч птахів. Їм загрожує знищення природного середовища.